# Stelis guianensis
Stelis guianensis är en orkidéart som beskrevs av Robert Allen Rolfe. Stelis guianensis ingår i släktet Stelis och familjen orkidéer. Inga underarter finns listade i Catalogue of Life.